# Römisch-katholische Kirche im Aargau
Die Römisch-katholische Kirche im Aargau ist die staatskirchenrechtliche Organisation (Landeskirche) der römischen Katholiken im Kanton Aargau. Sie entstand in der Folge der am 23. April 1885 verabschiedeten Aargauer Kantonsverfassung, die die römisch-katholische, die reformierte und die christkatholische Landeskirche unter der Vorgabe, sich nach demokratischen Grundsätzen zu organisieren, als öffentlich-rechtliche Körperschaften anerkannte. Die Römisch-katholische Kirche im Aargau ist Mitglied in der Römisch-Katholischen Zentralkonferenz der Schweiz.

## Entstehung
Die teilweise komplizierten Eigentums-, Pfrund- und Patronatsverhältnisse wurden im Aargau mit der Kantonsverfassung von 1885 klar geregelt und führten zu einer Entflechtung von Kirche und Staat. Da die anerkannten Landeskirchen demokratisch verfasst sein mussten, organisierten sich die römischen Katholiken im Aargau neben der nach dem Kirchenrecht verfassten Bischofskirche als Landeskirche. Im Dezember 1885 wurde das gesetzgebende Organ, die Synode gewählt. Erstmals tagte die Synode am 10. Februar 1886 in Aarau, wo der Synodalrat (heute Kirchenrat) als Exekutive und eine Geschäftsprüfungskommission (GPK) gewählt wurden.

## Struktur
Auf staatskirchenrechtlicher Ebene sind die Kirchgemeinden die Basis der Kirchenorganisation. Die Kirchgemeinden wählen ihre Vertreter für die Synode, die seit dem 1. Januar 2007 150 Mitglieder umfasst. Die Aufgaben der Synode sind die Wahlen der weiteren kirchlichen Organe (Kirchenrat, GPK, Rekursgericht), der Erlass von Vorschriften und Richtlinien zu Fragen der Finanzen, Wahlen und Besoldungen, die Änderungen am Organisationsstatut, die Oberaufsicht über die Verwaltung der Landeskirche und der Kirchgemeinden und die Genehmigung von Budget, Jahresrechnung, Krediten, Jahresbericht und Fusionen oder Teilungen der Kirchgemeinden. Geleitet wird die Synode von einem Präsidenten/einer Präsidentin.
Die Exekutive, der Kirchenrat, wird seit 2010 von Luc Humbel präsidiert. Die weiteren Mitglieder des Kirchenrats sind Heinz Altorfer, Claudia Chapuis, Olivier Dinichert, Dorothee Fischer, Rudolf Hagmann, Martin Rotzler, Maria-Pia Scholl-Franchini, Rolf Steinemann.